# Bavšica
Bavšica é um assentamento localizado no município de Bovec na Eslovênia. Possuía uma população estimada de 10 habitantes em 2020.